# Центры кризисной беременности

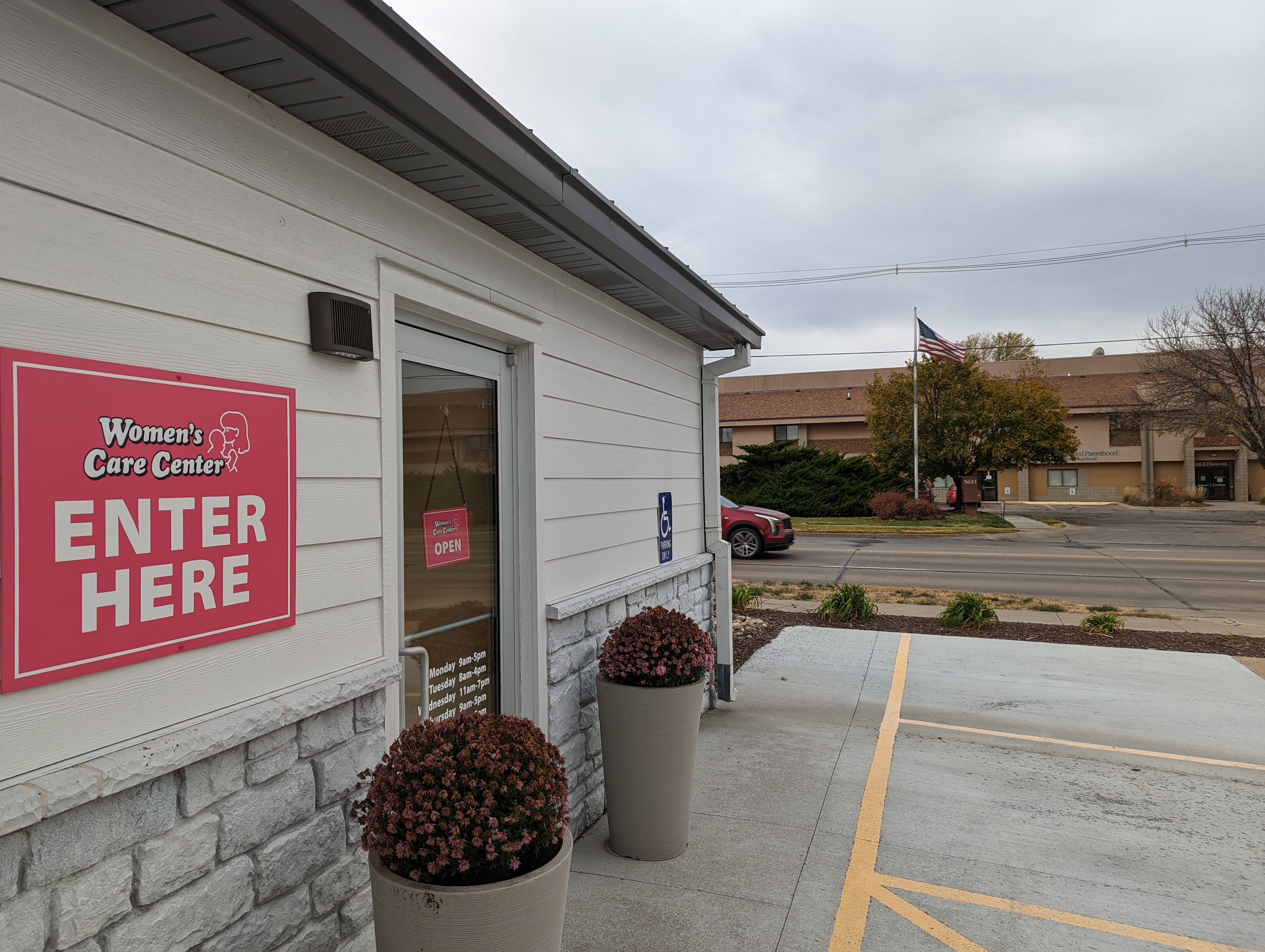
Центр кризисной беременности в Линкольне, штат Небраска (на переднем плане), намеренно расположенный через дорогу от клиники, предоставляющей услуги абортов (задний план)

Центр кризисной беременности является учреждением или организацией, которая предоставляет поддержку и консультации женщинам, оказавшимся в трудной ситуации из-за беременности. Как правило, они предлагают информацию о выборе между абортом, сохранением беременности и вопросам репродуктивного здоровья. Центры предоставляют равные консультации по вопросам абортов, беременности и родов, а также могут предоставлять немедицинские услуги, такие как финансовая помощь, помощь по уходу за детьми и направления на усыновление.
Центры кризисной беременности, которые квалифицируются как клиники, предоставляют такие услуги, как тесты на беременность и ультразвуковые исследования. По другим данным, Центры часто распространяют дезинформацию, в основном о физических и психологических рисках абортов и редко об эффективности презервативов и профилактике инфекций, передающихся половым путём.

## Происхождение
Плотник-католик Роберт Пирсон основал первый Центр кризисной беременности в Гонолулу в 1967 году после того, как на Гавайях были легализованы аборты. Пирсон заявил, что «женщина, которая хочет прервать беременность, «не имеет права на информацию, которая поможет ей убить своего ребенка». Он основал Фонд Пирсона, чтобы помочь другим создать свои собственные центры кризисной беременности, предлагая подробные инструкции по управлению Центрами, а также пропагандистские брошюры и изображения, призванные убедить беременных женщин не делать аборт. В 1968 году первая сеть центров была создана организацией Birthright в Канаде. Организация «Альтернативы абортам», известная сегодня как Heartbeat International, была основана в 1971 году. Совет христианского действия основал свой первый центр в Балтиморе, штат Мэриленд, в 1980 году. Совет христианского действия в конечном итоге станет Care Net. Движение Центров началось как американский католический активизм, но после принятия в 1973 году дела Роу против Уэйда интерес к созданию центров кризисной беременности расширился и включил в себя американских христиан-евангелистов.

## Нападения и вандализм против центров кризисной беременности
Некоторые Центры были повреждены или уничтожены в результате нескольких типов инцидентов, причём некоторые из них напрямую связаны с уголовными делами, а другие требуют дальнейшего расследования. Предполагаемый поджог офиса центра кризисной беременности в Альбукерке, штат Нью-Мексико, в 2016 году стал поводом для расследования ФБР; среди версий, которые рассматривало ФБР, была и та, что поджог был преступлением на почве ненависти. 1 февраля 2019 года центр кризисной беременности в Калпепере, штат Вирджиния, подвергся вандализму, на него были нанесены написанные баллончиками фразы, включающие в себя «фейк», «вы ненавидите женщин» и другие фразы, что послужило толчком к полицейскому расследованию. В результате поджога 3 мая 2021 года центра кризисной беременности в городе Пеория, штат Иллинойс, был причинён ущерб в размере 250 000 долларов США. Это нападение произошло вскоре после рассекречивания документа Министерства внутренней безопасности, в котором «экстремисты» как против абортов, так и за право на аборт были отнесены к «внутренним насильственным экстремистским группам».